# CA Gimnasia y Esgrima de Jujuy
Club Atlético Gimnasia y Esgrima de Jujuy, kortweg Gimnasia de Juguy is een voetbalclub uit San Salvador de Jujuy, Argentinië.
De club speelt in het seizoen 2010/11 in de Primera B Nacional, de op een na hoogste Argentijnse competitie.

## Bekende (ex-)spelers
- David Bisconti
- Gustavo Costas
- Óscar Sánchez
- Marco Sandy